# 1953 au cinéma
| Années du cinéma : 1950 - 1951 - 1952 - 1953 - 1954 - 1955 - 1956    |
| Décennies du cinéma : 1920 - 1930 - 1940 - 1950 - 1960 - 1970 - 1980 |

Cet article présente les faits marquants de l'année 1953 au cinéma.

## Événements
- 19 mars : 26e cérémonie de remise des Oscars et première à être télédiffusée, avec Bob Hope comme animateur.
- 15 avril : Charlie Chaplin renonce à vivre aux États-Unis et s'installe dans le canton de Vaud en Suisse, à cause du harcèlement des ultras de droite au Congrès américain.
- 29 août : La souris mexicaine Speedy Gonzales fait ses débuts dans un dessin animé de Warner Brothers.
- 16 septembre : Présentation du premier film tourné en CinemaScope : La Tunique (The Robe) d'Henry Koster, produit par la 20th Century Fox.
- Septembre : Sortie en France de Chantons sous la pluie de Stanley Donen et Gene Kelly.
- 10 septembre : Accord des cinq compagnies entre cinq grandes sociétés japonaises du cinéma : la Shōchiku, la Tōhō, la Daiei, la Shintōhō, et la Toei.
- 21 septembre : Naissance du festival international du film de Donostia-San Sebastián.
- 10 décembre : Premier numéro du magazine Playboy avec Marilyn Monroe en couverture.
- Aux États-Unis, présentation de L'Homme au masque de cire en stéréoscopie que l'on peut voir à l'aide de lunettes dont un verre est rouge, l'autre vert.

## Principaux films de l'année
- À l'assaut du Fort Clark (War Arrow) de George Sherman avec Maureen O'Hara et Jeff Chandler
- Bienvenue Mr Marshall (Bienvenido Mister Marshall) réalisé par Luis Garcia Berlanga (Espagne)
- Comment épouser un millionnaire de Jean Negulesco
- Dortoir des grandes d’Henri Decoin
- Tourments (Él) de Luis Buñuel avec Arturo de Córdova, Delia Garces (sortie 9 juillet à Mexico)
- Europe 51 de Roberto Rossellini avec Ingrid Bergman (sortie 8 janvier à Rome)
- Fort Bravo (Escape from Fort Bravo) de John Sturges avec William Holden et Eleanor Parker
- Johnny Guitare (Johnny Guitar) de Nicholas Ray avec Joan Crawford, Sterling Hayden et Mercedes McCambridge
- Jules César de Joseph Leo Mankiewicz d'après Shakespeare avec Marlon Brando
- Julietta de Marc Allégret
- L'Appel du destin  de Georges Lacombe
- La Bergère et le Ramoneur, long métrage d'animation de Paul Grimault et Jacques Prévert
- La Guerre des mondes (The War of the Worlds) de Byron Haskin d'après le célèbre roman de H. G. Wells
- La Loi du silence (I Confess) réalisé par Alfred Hitchcock
- La Maison du silence (La voce del silenzio) de Georg-Wilhelm Pabst
- L’Appât (The Naked Spur) western d'Anthony Mann avec James Stewart, Robert Ryan et Janet Leigh
- Le Carrosse d'or de Jean Renoir avec Anna Magnani, Duncan Lamont et Ricardo Rioli
- Le Filet (La Red) réalisé par Emilio Fernandez (Mexique)
- Le Guérisseur, de Yves Ciampi
- Le Hors-la-loi (O Cangaceiro) film d'aventure de Lima Barreto (Brésil)
- L'Équipée sauvage de Laszlo Benedek avec Marlon Brando
- Le Rendez-vous des quais drame social de Paul Carpita
- Le Renne blanc (Valkoinen Peura) réalisé par Erik Blomberg (Finlande)
- Le Retour de don Camillo réalisé par Julien Duvivier
- Les Amants de minuit de Roger Richebé
- Les Contes de la lune vague après la pluie de Kenji Mizoguchi
- Les Ensorcelés (The Bad and the Beautiful) drame de Vincente Minnelli avec Kirk Douglas, Lana Turner et Walter Pidgeon
- Les hommes préfèrent les blondes de Howard Hawks avec Marilyn MonroeMarilyn Monroe dans Les hommes préfèrent les blondes.

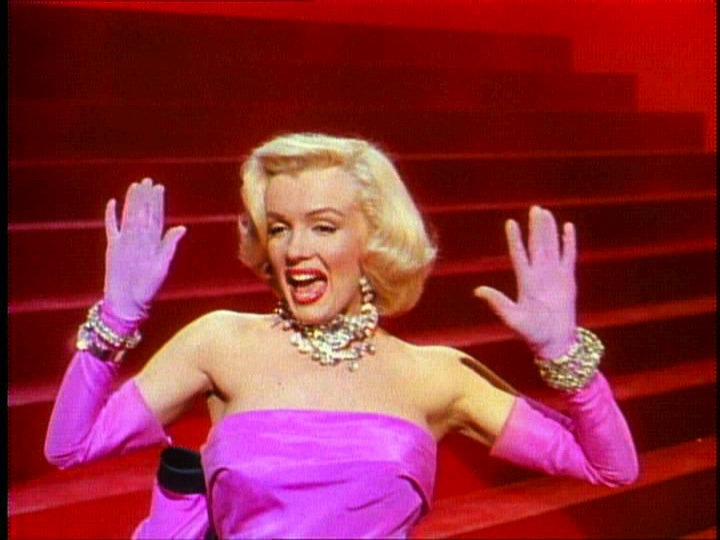
Marilyn Monroe dans Les hommes préfèrent les blondes.

- Les Orgueilleux d'Yves Allégret avec Gérard Philipe, Michèle Morgan (sortie 26 novembre).
- Les Parents terribles (Intimate relations) réalisé par Charles Frank
- Les statues meurent aussi documentaire d'Alain Resnais
- Les Révoltés de la Claire-Louise (Appointment in Honduras) film d'aventure de Jacques Tourneur avec Glenn Ford et Ann Sheridan
- Les Trois Mousquetaires d'André Hunebelle
- Les Vacances de monsieur Hulot réalisé par Jacques Tati avec Jacques Tati et Nathalie Pascaud
- Les Vitelloni (I Vitelloni) de Federico Fellini avec Franco Interlenghi, Franco Fabrizi et Alberto Sordi
- Voyage à Tokyo de Yasujiro Ozu
- L'Homme au masque de cire de André de Toth avec Vincent Price et Phyllis Kirk
- Lili réalisé par Charles Walters
- Madame de... de Max Ophüls d'après le roman de Louise de Vilmorin avec Danielle Darrieux, Vittorio De Sica, Charles Boyer
- Magie verte (Magia Verde) documentaire de Gian Gaspare Napolitano (Italie)
- Moulin Rouge comédie dramatique de John Huston avec José Ferrer, Colette Marchand et Suzanne Flon
- Quand tu liras cette lettre drame de Jean-Pierre Melville avec Juliette Gréco et Philippe Lemaire
- Reviens petite Sheba (Come back little Sheba) drame de Daniel Mann
- Vacances romaines (Roman Holiday) comédie sentimentale de William Wyler avec Audrey Hepburn, Gregory Peck et Eddie Albert
- Scaramouche film d'aventure de George Sidney avec Stewart Granger, Eleanor Parker et Janet Leigh
- Si Versailles m'était conté avec Sacha Guitry
- Stalag 17 drame de Billy Wilder avec William Holden et Don Taylor
- Tant qu'il y aura des hommes de Fred Zinnemann avec Deborah Kerr, Burt Lancaster, Frank Sinatra (sortie 27 août aux États-Unis)
- The Actress film de George Cukor avec Spencer Tracy et Jean Simmons
- Thérèse Raquin réalisé par Marcel Carné
- Tous en scène (The Band Wagon) film musical de Vincente Minnelli avec Fred Astaire, Cyd Charisse et Jack Buchanan

## Festivals

### 29 avril:Cannes
- Le grand prix est attribué au film Le Salaire de la peur de Henri-Georges Clouzot avec Charles Vanel.
- Interprète masculin : Charles Vanel
- Interprète féminine : Shirley Booth

## Récompenses

### Oscars
- Meilleur film : Tant qu'il y aura des hommes de Fred Zinnemann.
- Meilleur acteur : William Holden pour Stalag 17
- Meilleure actrice : Audrey Hepburn pour Vacances romaines
- Meilleur second rôle masculin : Frank Sinatra pour Tant qu'il y aura des hommes
- Meilleur second rôle féminin : Donna Reed pour Tant qu'il y aura des hommes
- Meilleur réalisateur : Fred Zinnemann pour Tant qu'il y aura des hommes

### Autres récompenses
- Le prix Louis-Delluc est attribué au film Les Vacances de monsieur Hulot de Jacques Tati

## Box-office
- France[1] :

1. Sous le plus grand chapiteau du monde de Cecil B. DeMille
2. Le Retour de don Camillo de Julien Duvivier
3. Peter Pan de Clyde Geronimi, Wilfred Jackson et Hamilton Luske
4. Le Salaire de la peur d'Henri-Georges Clouzot
5. Quo Vadis de Mervyn LeRoy

- États-Unis :

1. La Tunique d'Henry Koster
2. Tant qu'il y aura des hommes de Fred Zinnemann
3. L'Homme des vallées perdues de George Stevens
4. Comment épouser un millionnaire de Jean Negulesco
5. Peter Pan de Clyde Geronimi, Wilfred Jackson et Hamilton Luske

## Principales naissances
- 22 janvier : Jim Jarmusch
- 28 janvier : 
  - Richard Anconina
  - Anicée Alvina († 11 novembre 2006).
- 8 février : Mary Steenburgen
- 9 février : Ciaran Hinds
- 19 février : Massimo Troisi (mort le 4 juin 1994)
- 16 mars : Isabelle Huppert
- 1er avril : Barry Sonnenfeld
- 23 avril : James Russo
- 25 avril : Ron Clements
- 27 avril : Arielle Dombasle
- 16 mai : Pierce Brosnan
- 19 mai : Dave Florek
- 24 mai : Alfred Molina
- 29 mai : Danny Elfman
- 12 juin : Michael Legge
- 20 juin : Ulrich Mühe († 22 juillet 2007).
- 18 juillet : Jean-Louis Faure († 27 mars 2022).
- 9 août : Edgar Givry
- 11 août : Hulk Hogan († 24 juillet 2025).
- 3 septembre : Jean-Pierre Jeunet
- 4 octobre : Tchéky Karyo
- 11 octobre : David Morse
- 20 octobre : Bill Nunn († 24 septembre 2016)
- 4 novembre : Peter Lord
- 8 novembre : John Musker
- 25 novembre : Darlanne Fluegel († 15 décembre 2017).
- 1er décembre : Antoine de Caunes
- 8 décembre : Kim Basinger
- 9 décembre : John Malkovich

## Principaux décès
- 14 février : André Brulé, acteur français (° 26 septembre 1879)
- 23 février : Harold Foshay, acteur américain (° 1884).
- 3 avril : Jean Epstein, cinéaste français (° 26 mars 1897)
- 4 juin : Nato Vatchnadze actrice géorgienne (° 14 juin 1904)
- 8 octobre : Nigel Bruce, acteur britannique (° 4 février 1895)
- 19 novembre : Bach (Charles-Joseph Pasquier), acteur français (° 1882)